# NGC 2795
NGC 2795 (również PGC 26143 lub UGC 4887) – galaktyka eliptyczna (E), znajdująca się w gwiazdozbiorze Raka. Odkrył ją Albert Marth 21 grudnia 1863 roku.